# Beijing Great Wheel
Het Beijing Great Wheel was een gepland reuzenrad in Peking, China. Het rad zou toentertijd het grootste ter wereld worden met een diameter van 208m. Het moest een toeristische attractie worden in het Chaoyang Park, een 320 hectare groot park waar veel inwoners graag vertoeven.
Hoewel de nieuwsmedia in China al in 2007 meldden dat men begonnen was met bouwen en dat voltooiing verwacht werd voor de opening van de Olympische Spelen in 2008 bleek dit niet realistisch en werd de datum voor oplevering verschoven, eerst naar 2009 en later naar 2010. In mei 2010 werd bekend dat de Great Beijing Wheel Co. onder curatele was gesteld nadat rekeningen niet betaald werden. Het project kwam hiermee definitief ten einde.

## Geplande specificaties
- Diameter: 208 meter
- Aantal capsules: 48
- Afmeting capsules: 12 x 3 meter
- Diameter lagers: 5 meter
- Diameter staalkabels: 15 centimeter
- Totale capaciteit: 1920 mensen
- Totaal gewicht: 5000 ton